# Medič
Medič je priimek več znanih Slovencev:
- Igor Medič (*1936), elektronik, univ. prof.
- Hinko Medič (1889—1971), učitelj
- Miro Medič (*1965), atlet, metalec krogle in diska